# Freddie Rich
Frederic Efrem „Freddie“ Rich (* 31. Januar 1898 in Warschau, Weichselland, Russisches Kaiserreich; † 8. September 1956 in Beverly Hills, Kalifornien) war ein US-amerikanischer Pianist, Komponist und Bigband-Leader im Bereich des Swing und der Populären Musik.

## Leben und Karriere
Freddy Rich hatte schon in den frühen 1920er-Jahren mit einer eigenen Band in New York gearbeitet, mit der er von 1922 bis 1929 im Waldorf-Astoria auftrat. Die Erkennungsmelodien seines Orchesters waren “I’m Always Chasing Rainbows” und “So Beats My Heart For You.” Zwischen 1925 und 1928 ging er auf Europa-Tourneen. 
Von 1928 bis 1938 war Rich musikalischer Leiter des Radiosenders CBS. In dieser Zeit wirkte er mit seiner Band an zahlreichen Radioshows mit. Daneben nahm er mit Studiobands für zahlreiche Labels auf, wie Harmony, Banner, Gennett, Okeh, Columbia, Paramount, Camden und Vocalion, für die er verschiedene Bezeichnungen für seine Gruppen verwendete, wie Freddie Rich and his Orchestra, Fred Richard's Dance Orchestra, the Astorites oder The Hotel Astor Orchestra. In seinen Studio-Formationen spielten unter anderem die Brüder Jimmy Dorsey und Tommy Dorsey, Joe Venuti, Bunny Berigan, Tony Parenti, Irving Brodsky, Karl Kress, Frank Signorelli und Benny Goodman. Bei einigen Studiosessions unter Richs Leitung spielten Roy Eldridge, Red Nichols, Benny Carter und Babe Russin.  
Ende der 1930er Jahre arbeitete er für verschiedene Sender als musikalischer Leiter; ab 1942 hatte er eine führende Position bei den United Artists Studios in Hollywood inne, wo er für den Rest seiner beruflichen Laufbahn bis in die 1950er Jahre blieb. 
Freddie Rich schrieb auch eine Reihe von Songs wie „Blue Tahitian Moonlight“, „Time Will Tell“ und „On The Riviera“. Außerdem betätigte er sich als Komponist von Filmmusik.

## Auszeichnungen
Rich wurde zweimal für den Oscar nominiert, 1943 für den Academy Award for Original Music Score für seine Musik zum Film Stage Door Canteen und 1944 in derselben Kategorie für die Musik zu dem Film Jack London

## Filmografie (Auswahl)
- 1942: I Live on Danger
- 1942: Wildcat
- 1942: Wrecking Crew
- 1943: Stage Door Canteen
- 1943: Alaska Highway
- 1943: Submarine Alert
- 1943: Jack London
- 1945: Landung in Salerno (A Walk in the Sun)